# سلوبودسكوي
سلوبودسكوي (بالروسية: Слободской) هي إحدى مدن روسيا في الكيان الفدرالي الروسي كيروف أوبلاست.

## أعلام
- إيرينا كوليكوفا